# Клеменс Лотар Фердинанд фон Фюрстенберг
Клеменс Лотар Фердинанд фон Фюрстенберг (на немски: Clemens Lothar Ferdinand Freiherr von Fürstenberg; * 18 август 1725, Аахен; † 26 юни 1791, дворец Хердринген, Арнсберг) е фрайхер от род Фюрстенберг и „наследствен дрост“ в Херцогство Вестфалия.

## Живот
Той е син на имперски фрайхер Кристиан Франц Дитрих фон Фюрстенберг (1689 – 1755) и втората му съпруга фрайин Мария Агнес Терезия Лудовика фон Хохщеден (1698 – 1727), дъщеря на фрайхер Филип Карл фон Хохщеден (1656 – 1699) и Мария Клара Анна фон Бланкарт († 1717). Баща му се жени трети път на 22 септември 1728 г. в Динклаге за фрайин Анна Хелена фон Гален (1707 – 1739) и четвърти път на 20 февруари 1740 г. за фрайин Мария Терезия фон Неселроде (1700 – 1757). По-малкият му полубрат Франц Егон (1737 – 1825) е княжески епископ на Хилдесхайм и Падерборн (1789 – 1825).
Клеменс Лотар учи от 1742 г. в гимназия в Кьолн, придружен от духовник дворцов майстер. След това той следва право в Кьолн, Фулда, и в университите във Вюрцбург и в Залцбург. Още през 1733 и 1742 г. той получава служба в катедралата Падерборн и по-късно в Трир.
Клеменс Лотар поема наследството на майка си и напуска службите в катедралите. Той живее от 1749 г. в дворец Обзиниг в Херцогство Юлих. През 1753 г. става вестфалски съветник.
След смъртта на баща му той го наследява като „наследствен дрост“ на Билщайн, Валденбург и Фредебург. Освен това той е господар на съда в Оберкирхен и наследствен фогт на манастирите Графшафт и Евиг. През 1763 г. епископът на Мюнстер Максимилиан Фридрих фон Кьонигсег-Ротенфелс го прави таен съветник. Той изпраща заместници на събранията и купува собствености.
От 1758 г. до края на 1780-те годинитой живее в дворец Адолфсбург. На стари години води ексцентричен живот. Накрая роднините му искат да го определят за душевно болен. През 1788 г. отново му е разрешено да управлява именията си.
Връзката му с най-големия му син Франц Клеменс са конфликтни. В завещанието му от 27 юли 1787 г. той определя втория си син Фридрих Леополд фон Фюрстенберг за главен наследник. Синът му Теодор фон Фюрстенберг получава собственостите на Рейн и Маас и той основава линията Фюрстенберг-Щамхайм, неговият син Франц Егон фон Фюрстенберг-Щамхайм (1797 – 1859) е издигнат на граф.
Клеменс Лотар умира на 65 години на 26 юни 1791 г. в дворец Хердринген в Арнсберг.

## Фамилия
Клеменс Лотар Фердинанд фон Фюрстенберг се жени на 23 февруари 1755 г. в Хиленраед за графиня София Шарлота Вилхелмина фон и цу Хоенсброех (* 10 януари 1731, Хиленраед; † 1 януари 1798, Нехайм), дъщеря на граф и маркиз Франц Арнолд Адриан Йохан фон и цу Хоенсброех (1696 – 1759) и графиня Анна Катарина Мария София фон Шьонборн-Буххайм (1702 – 1760). Те имат 11 деца, от които само седем порастват:
- Франц Клеменс фон Фюрстенберг (1755 – 1827), женен 1784 г. за фрайин София фон Ашеберг цу Фене; имат дъщеря
- София Терезия Франциска фон Фюрстенберг (1757 – 1782), омъжена 1780 г. за фрайхер Клеменс Август фон Ландсберг-Фелен
- Франц Фердинанд фон Фюрстенберг (1759 – 1762)
- Мария Анна фон Фюрстенберг (1760 – 1779)
- дете фон Фюрстенберг (ок. 1762 – ок. 1762)
- Мария Франциска фон Фюрстенберг (1763 – 1837), омъжена 1788 г. за фрайхер Каспар Йозеф фон Вайкс цу Кортлингхаузен
- Максимилиан Фридрих Карл фон Фюрстенберг (1764 – 1782)
- Франц Фридрих Леополд Мелхиор Мария фон Фюрстенберг (* 31 юли 1766, Адолфсбург; † 25 октомври 1835, Адолфсбург), женен на 9 октомври 1788 г. във Вене за фрайин Клара Фердинандина Йозефа Филипина фон Вайкс цур Вене (* 4 май 1768, Вене; † 11 декември 1846, Нехайм); имат 11 деца
- дете фон Фюрстенберг (1768 – 1768)
- дете фон Фюрстенберг (1770 – 1770)
- Теодор Херман Адолф фон Фюрстенберг (* 17 януари 1772, Хердринген; † 7 юни 1828, Нехайм), женен на 6 януари 1793 г. за фрайин София фон Далвигк цу Лихтенфелс (* 7 септември 1777; † 26 февруари 1843); имат три дъщери и син, който става граф:
  - Франц Егон фон Фюрстенберг-Щамхайм (* 24 март 1797, Хердринген; † 20 декември 1859, Кьолн), граф, женен на 4 октомври 1829 г. в Брюнингхаузен за фрайин Паула фон Ромберг (* 8 юли 1805, Мюнстер, Вестфалия; † 5 септември 1891, Бон на Рейн); имат 6 деца